# Ellen Geer
Ellen Ware Geer (* 29. August 1941 in New York City) ist eine US-amerikanische Theater- und Filmschauspielerin.

## Leben
Ellen Geer kam 1941 als Tochter des Schauspielerehepaares Herta Ware und Will Geer in New York City zur Welt. Über ihre Eltern kam sie bereits früh mit der Schauspielerei in Kontakt. 1956 stand sie als Elfe in einer Inszenierung von Shakespeares Ein Sommernachtstraum erstmals auf einer Theaterbühne. Es folgten weitere Rollen an New Yorker Theatern, darunter die Rolle der Desdemona in Othello und der Rosalinde in Wie es euch gefällt.
Ab 1968 spielte sie auch vor der Filmkamera, so unter anderem mit ihrem Vater in der Filmkomödie Der Gauner (1969) sowie in Harold und Maude (1971). Von 1971 bis 1972 spielte sie in 24 Folgen von The Jimmy Stewart Show, auch bekannt als Alle meine Lieben, die Tochter von James Stewart. Seither war sie in zahlreichen weiteren US-amerikanischen Serien zu sehen, darunter Die Straßen von San Francisco (1977), Drei Engel für Charlie (1979), Dallas (1979–1989), Quincy (1983), Das Model und der Schnüffler (1986), Raumschiff Enterprise: Das nächste Jahrhundert (1991), Emergency Room – Die Notaufnahme (2003) und Desperate Housewives (2007–2012).
Nach dem Tod ihres Vaters im Jahr 1978 übernahm sie die Leitung des familieneigenen Open-Air-Theaters Theatricum Botanicum, das sich im kalifornischen Topanga Canyon befindet. Für zahlreiche Aufführungen des Theaters, wie etwa für Endstation Sehnsucht von Tennessee Williams, trat sie über die Jahre als Schauspielerin und Regisseurin in Erscheinung.
In erster Ehe war Geer von 1963 bis 1968 mit dem Schauspieler Ed Flanders verheiratet. Aus dieser Verbindung ging ein Sohn hervor. Mit ihrem zweiten Ehemann, dem Musiker Peter Alsop, hat sie zwei Töchter.

## Filmografie (Auswahl)
- 1961: Play of the Week (TV-Serie, Folge 2x26)
- 1968: Petulia
- 1969: Der Gauner (The Reivers)
- 1971: Opa kann’s nicht lassen (Kotch)
- 1971: Harold und Maude (Harold and Maude)
- 1971–1972: Alle meine Lieben  (The Jimmy Stewart Show) (TV-Serie, 24 Folgen)
- 1972/1980: Die Waltons (The Waltons) (TV-Serie, zwei Folgen)
- 1973: The New Perry Mason (TV-Serie, Folge 1x06)
- 1976: Die Entführung des Lindbergh-Babys (The Lindbergh Kidnapping Case) (TV-Film)
- 1976: Die Sieben-Millionen-Dollar-Frau (The Bionic Woman) (TV-Serie, Folge 2x08)
- 1977: Die Straßen von San Francisco (The Streets of San Francisco) (TV-Serie, Folge 5x14)
- 1978–1979: Fantasy Island (TV-Serie, zwei Folgen)
- 1979: Drei Engel für Charlie (Charlie’s Angels) (TV-Serie, Folge 4x06)
- 1979: Wut im Bauch (Over the Edge)
- 1979–1989: Dallas (TV-Serie, drei Folgen)
- 1981: Der Denver-Clan (Dynasty) (TV-Serie, zwei Folgen)
- 1981: Angst (Bloody Birthday)
- 1982: Quincy (Quincy, M. E.) (TV-Serie, zwei Folgen)
- 1983: Die Zeitreisenden (Voyagers!) (TV-Serie, Folge 1x17)
- 1983: Eine Frau schreit nach Leben (I Want to Live) (TV-Film)
- 1983: Die unglaublichen Geschichten von Roald Dahl (Tales of the Unexpected) (TV-Serie, Folge 6x13)
- 1983: … und wenn der letzte Reifen platzt (Heart Like a Wheel)
- 1983: Das Böse kommt auf leisen Sohlen (Something Wicked This Way Comes)
- 1984: Triple Trouble (Irreconcilable Differences)
- 1985: Creator – Der Professor und die Sünde (Creator)
- 1985–1987: Falcon Crest (TV-Serie, elf Folgen)
- 1986: Tramp – Mörder unterwegs (Hard Traveling)
- 1986: Hunter (TV-Serie, Folge 2x15)
- 1986: Das Model und der Schnüffler (Moonlighting) (TV-Serie, Folge 2x15)
- 1987: Big Shots – Zwei Kids gegen die Unterwelt (Big Shots)
- 1987: Die Top Cops (The Wild Pair)
- 1988–1990: Die Schöne und das Biest (Beauty and the Beast) (TV-Serie, 19 Folgen)
- 1989: Malediction – Fluch des Dämon (Satan’s Princess)
- 1991: Raumschiff Enterprise: Das nächste Jahrhundert (Star Trek: The Next Generation) (TV-Serie, Folge 5x04)
- 1991: Jake und McCabe (Jake and the Fatman) (TV-Serie, Folge 5x05)
- 1991: Wie ein Stachel im Fleisch (Lonely Hearts)
- 1992: Die Stunde der Patrioten (Patriot Games)
- 1993: Maximum Force 2 (Midnight Witness)
- 1994: Diagnose: Mord (Diagnosis Murder) (TV-Serie, Folge 1x13)
- 1994: When a Man Loves a Woman – Eine fast perfekte Liebe (When a Man Loves a Woman)
- 1994: Das Kartell (Clear and Present Danger)
- 1996: Phenomenon – Das Unmögliche wird wahr (Phenomenon)
- 1997: Postman (The Postman)
- 1997: JAG – Im Auftrag der Ehre (JAG) (TV-Serie, Folge 2x12)
- 1997: Practice – Die Anwälte (The Practice) (TV-Serie, Folge 2x07)
- 1998: Immer noch ein seltsames Paar (The Odd Couple II)
- 1998: Zauberhafte Schwestern (Practical Magic)
- 1999: After Romeo
- 1999–2000: Noch mal mit Gefühl (Once and Again) (TV-Serie, zwei Folgen)
- 2002: CSI: Den Tätern auf der Spur (CSI: Crime Scene Investigation) (TV-Serie, Folge 2x20)
- 2003: Emergency Room – Die Notaufnahme (ER) (TV-Serie, Folge 10x1)
- 2003: Nip/Tuck – Schönheit hat ihren Preis (Nip/Tuck) (TV-Serie, Folge 1x10)
- 2003, 2004: Girlfriends (TV-Serie, zwei Folgen)
- 2004: New York Cops – NYPD Blue (NYPD Blue) (TV-Serie, Folge 11x15)
- 2004: Gauner unter sich (Criminal)
- 2004: Cold Case – Kein Opfer ist je vergessen (Cold Case) (TV-Serie, Folge 2x08)
- 2005: Ich und du und alle die wir kennen (Me and You and Everyone We Know)
- 2006: The Visitation
- 2006: The Gold Bracelet
- 2006: Charmed – Zauberhafte Hexen (Charmed) (TV-Serie, Folge 8x22)
- 2006: Our House (TV-Film)
- 2006: Eine himmlische Familie (7th Heaven) (TV-Serie, Folge 11x10)
- 2006, 2010: Medium – Nichts bleibt verborgen (Medium) (TV-Serie, zwei Folgen)
- 2007: Supernatural (TV-Serie, eine Folge)
- 2007: Man in the Chair
- 2007–2012: Desperate Housewives (TV-Serie, vier Folgen)
- 2009: Bones – Die Knochenjägerin (Bones) (TV-Serie, Folge 4x21)
- 2009: The Mentalist (TV-Serie, Folge 2x10)
- 2011: Criminal Minds: Team Red (Criminal Minds: Suspect Behavior) (TV-Serie, Folge 1x13)
- 2012: Castle (TV-Serie, Folge 4x14)
- 2012: Montana Amazon
- 2014: House at the End of the Drive
- 2015: The Middle (TV-Serie, Folge 7x06)
- 2017: Room 104 (TV-Serie, Folge 1x12)
- 2018: Unlovable
- 2019: Navy CIS (TV-Serie, Folge 17x03)
- 2020: Better Things (TV-Serie, Folge 4x10)

## Auszeichnungen
Beim Method Fest Independent Film Festival gewann Ellen Geer 2007 zusammen mit der Besetzung von Man in the Chair den Preis für das beste Ensemble.